# Amastus diluta
Amastus diluta är en fjärilsart som beskrevs av De Toulgoët 1984. Amastus diluta ingår i släktet Amastus och familjen björnspinnare. Inga underarter finns listade i Catalogue of Life.